# Paulo Cleto
Paulo Cleto (São Paulo - 12/07/1948) foi técnico de tênis, capitão da equipe do Brasil na Copa Davis, empresário do esporte, colunista de jornais e revistas, produtor e comentarista de rádio e TV.
Foi técnico de jogadores como Luiz Mattar, Jaime Oncins, Carlos Kirmayr e Cássio Motta entre outros. 
Dirigiu a equipe brasileira de tênis na Copa Davis durante 17 anos - entre 1978 e 1981 e 1985 e 1998 - e a equipe olímpica de tênis nas olimpíadas de Seul, Barcelona e Atlanta. Foi o Chefe de Equipe no Panamericano de Winnipeg que conquistou duas medalhas de ouro, e técnico de equipes juvenis brasileiras campeãs Sul-Americanos e em Mundiais. Técnico de Carlos Chabalgoity na conquista do Orange Bowl em 1982. Técnico de Eduardo Oncins, último brasileiro a vencer o Banana Bowl, em 1981.
Fundou a primeira academia de tênis do país - a Tenis Arte - em São Paulo. 
Fundador da "Paulo Cleto - Paulo Ferreira Promoções", onde realizou, organizou ou foi árbitro de mais de 45 torneios profissionais no país. Foi juiz de cadeira e árbitro-geral em confrontos de Copa Davis no Chile e na Argentina. Árbitro-geral da única FED Cup Mundial realizada no Brasil. 
Foi colunista do Jornal da Tarde, O Estado de S. Paulo e Rádio Eldorado entre 1996 e 2010. Foi comentarista e principal voz do tênis na ESPN-BRASIL de 1995 a 2012, onde foi também o Produtor Executivo do "Jornal do Tênis", programa semanal do canal, durante sete anos. 
Fundador e colunista da revista "Tênis Esporte". Manteve por dez anos o site "Tenisnet.com.br" e o "Blog do Paulo Cleto" - ambos alojados no portal iG. 
Escreveu e editou o livro “Gustavo Kuerten e Roland Garros - Uma história de amor”. 
Foi Diretor do Departamento de Tênis, da Escolinha de Tênis e do Tênis Competitivo do Esporte Clube Pinheiros durante seis anos, até Maio de 2015.